# Gordil Airport
Gordil Airport är en flygplats i Centralafrikanska republiken.   Den ligger i prefekturen Vakaga, i den norra delen av landet, 700 km nordost om huvudstaden Bangui. Gordil Airport ligger 444 meter över havet.
Terrängen runt Gordil Airport är platt. Trakten runt Gordil Airport är nära nog obefolkad, med mindre än två invånare per kvadratkilometer..
Omgivningarna runt Gordil Airport är huvudsakligen savann.